# Marija Sergejewna Orlowa
Marija Sergejewna Orlowa (russisch Мари́я Серге́евна Орло́ва; * 14. April 1988 in Leningrad) ist eine russische Skeletonsportlerin.

## Werdegang
Marija Orlowa lebt in Sankt Petersburg. Im Dezember 2008 debütierte sie in Winterberg im Skeleton-Europacup und wurde gleich in ihrem ersten Rennen Neunte und erreichte damit die Top Ten. Nur in einem der acht Saisonrennen verpasste sie die besten zehn. Bestleistung war ein sechster Rang in Igls, in der Gesamtwertung wurde sie Achte. Noch besser verlief die folgende Saison. Orlowa verpasste erneut nur in einem der acht Saisonrennen die Top Ten. Beste Resultate wurden vierte Ränge in  Königssee und St. Moritz. Auch in der Gesamtwertung wurde sie hinter Sophia Griebel, Michelle Bartleman und Micaela Widmer Vierte. Bei den Juniorenweltmeisterschaften 2010 in Königssee kam die Russin auf den neunten Rang. In der Saison 2010/11 trat Orlowa in allen vier internationalen Rennserien des Skeletonsports an. Zunächst nahm sie im ersten Saisonrennen am Skeleton-America’s-Cup 2010/11 in Park City teil, wo sie Elfte wurde. Danach startete sie für vier Rennen im Skeleton-Intercontinentalcup 2010/11 und kam in allen vier Rennen unter die besten zehn. Nach zwei Rennen im Europacup in Altenberg bestritt sie ihre ersten Rennen im Weltcup. Bei ihrem Debüt in Igls wurde Orlowa 19. Schon im zweiten Rennen in Winterberg kam sie als Neunte unter die besten zehn. Das Rennen war zugleich die Skeleton-Europameisterschaft 2011, bei der sie Sechste wurde.
In der Folgesaison startete Orlowa ausschließlich im Weltcup, wo sie zwei Top-Ten-Plätze erreichte und in der Gesamtwertung Zwölfte wurde. Bei der Europameisterschaft wurde sie erneut Sechste. Die gleiche Platzierung erreichte sie im Teamwettbewerb der Weltmeisterschaft, im Einzel wurde sie 22. Auch 2012/13 war sie im Weltcup im Einsatz und konnte zu Beginn der Saison nur Plätze zwischen 12 und 17 einfahren, ehe sie in Igls auf Rang 3 fuhr und gleichzeitig den zweiten Platz bei den Europameisterschaften belegte. Allerdings wurden nachträglich alle ihre Ergebnisse der Saison annulliert, da sie irreguläre Kufen verwendet hatte. Zu Beginn der Saison 2013/14 startete Orlowa zunächst im Nordamerikacup und kehrte nach zwei Siegen dort in den Weltcup zurück. Nach Platzierungen zwischen 7 und 15 fuhr sie in Igls auf den dritten Platz und belegte damit ihren ersten regulären Podestplatz. Im Gesamtweltcup wurde sie Zehnte, bei den Olympischen Spielen von Sotschi Sechste. 2014/15 war Orlowa zunächst im Intercontinentalcup im Einsatz und stieg erst im Januar 2015 in den Weltcup ein, wo sie gleich bei ihrem ersten Start in Altenberg ihren ersten Weltcupsieg feierte. Bei ihrem zweiten Rennen in Königssee fuhr sie mit Rang 3 erneut aufs Podest. Bei der Europameisterschaft wurde sie Vierte und im letzten Weltcup-Saisonrennen Zweite. In der Gesamtwertung belegte sie nach fünf Teilnahmen in acht Rennen den 12. Platz. Bei der Skeleton-Weltmeisterschaft 2015 gewann sie im Teamwettbewerb die Bronzemedaille und wurde im Einzel Elfte.
Ende 2016 wurde Orlowa neben Alexander Tretjakow, Olga Potylizyna und Jelena Nikitina im Zuge der Ermittlungen infolge des McLaren-Reports wegen mutmaßlicher Dopingvergehen während der Olympischen Spiele 2014 von Sotschi suspendiert. 2017 erhielt sie eine lebenslange Olympia-Sperre.